# Viola aethnensis
Viola aethnensis es una especie de la familia violaceae, originaria de Sicilia Italia.

## Taxonomía
Viola aetnensis (nombre aceptado Viola aethnensis) fue descrita por Francesco Tornabene y publicado en Fl. Sicula 138, en el año 1887.